# どんぐりの家
『どんぐりの家』（どんぐりのいえ）は、山本おさむによる日本の漫画。小学館『ビッグコミック』に連載され、後にアニメ映画も制作された。第24回（1995年度）日本漫画家協会賞優秀賞受賞。

## 概要
身体障害者をテーマに取り上げ、社会的に話題となった作品。
埼玉県大宮市（現・さいたま市）でろうの重複障害を抱えた子供に始まり、親族やろう学校の教師など、関係者たちの心情をさまざまな角度から描いている。
2部構成となっており、1993年度に連載された第1巻で物語は一度完結している。1995年度以降に連載された第2巻からは舞台が移り、それに伴って語り手も変更されている。番外作品として『どんぐりの家～それから～』 も執筆されている。
一般的に重複障害とは、2つ以上の障害を抱えている状態を指す。本作の場合、ろう障害に加えて知的障害や精神障害（発達障害）などを抱えた子供を意味する。
作者である山本は、これまでに障害者を扱った漫画を執筆している。本作の執筆背景については、山本自身が『小説どんぐりの家』（汐文社 1997年）、『「どんぐりの家」のデッサン 漫画で障害者を描くということ』（岩波書店 1998年）などの著書で記している。
社会福祉に大きな反響を与え、その余波として福祉作業所や通所授産施設など、本作に由来する名称の福祉施設が多数ある。

## 登場人物

### 大平ろう学校の人々
田崎 圭子（たさき けいこ）
聴覚障害と知的障害を併せ持つ重複障害児。1967年（昭和42年）2月16日（映画版では1974年〔昭和49年〕3月16日）生まれ。乳児期から発育が悪く、2歳3か月の時に障害が発覚した。4歳で大平ろう学校幼稚部に入る。
幼少時には自傷行為を含め問題行動が多く、両親も圭子の将来について希望を持つことができなかったが、次第に成長してゆく圭子の姿に勇気付けられるようになった。
第7巻掲載の最終回にて、実在の施設利用者がモデルであることが判明している。
柏木 清（かしわぎ きよし）
圭子の同級生。聴覚障害と知的障害を併せ持つ重複障害児。自宅はパン屋を経営しており、両親と姉(健常者)と暮らしている。
自閉傾向が強く、体調が悪くなるたびに自傷行為を行っていた。また、石に対する固執心があり、自宅であるパン屋の店頭に石を並べるなどの問題行動を起こしたこともあった。
母親は清を障害者施設に入れようと考えたり、また清を引き連れて自殺しようとも考えたが、清がその「問題行動」を通じて何かを伝えようとしていることに気付き、考えを改めることにした。
安田先生
圭子･清を小学部4年生で担任。元気な性格の男性教諭。芝山努が小5の時に初めて彼の担任となった。かつての教え子達の卒業後の現状の姿を目の当たりにし、「どんぐり」設置運動の中心となる。以前は境ろう学校に勤務していた。
鈴木先生
圭子･清を幼稚部で担任。穏やかな性格の女性教諭。以前は境ろう学校で勤務していた。芝山努の小低部の時の担任で、彼の卒業から5年後に努の母と再会した際に彼の現状の姿を知る。

### 境ろう学校の人々
宮井 信夫（みやい のぶお）
聴覚障害と知的障害を併せ持つ重複障害児。1973年に「ひまわり組」入学。
自閉傾向が強く、激しい自傷行為を行っていた。他の児童よりも排泄をはじめとした発達が遅く、親や教師に焦りや苛立ちを感じさせた。
母親と二人暮らしだったが、駅の階段の昇降時に信夫が転落しそうになったのをかばって骨折をした母親が入院したため寄宿舎に入れられ生活全般から見直すことによって次第に改善していった。また、排泄ができるようになってからは問題行動は減り、高等部のときには三田先生の結婚に伴う別離を理解し感謝を手話で伝えるまでになった。
阪本 みどり（さかもと みどり）
「ひまわり組」児童（信夫と同い年）。聴覚障害と知的障害を併せ持つ重複障害児。
明るく表情豊かな少女で走ることが得意。味覚が鋭敏なためか偏食が激しかったが、母親の努力によって偏食は軽減された。
山田 翔（やまだ しょう）
「ひまわり組」児童（信夫と同い年）。聴覚障害と知的障害を併せ持つ重複障害児。
翔の家族は団地に住んでおり、翔が起こす問題行動のために近所との関係は良くなかったが、子供会のキャンプの際、初めて見る海に喜ぶ翔の姿を見て近所の人々も心を改めるようになった。
斉藤 ゆり子（さいとう ゆりこ）
「ひまわり組」児童（信夫たちの1学年下※複式学級なので学級は同じ）。聴覚障害と知的障害を併せ持つ重複障害児。
自閉傾向が強く、『ドラえもん』の絵以外には興味を示さなかったが、塩見先生との出会いと別れを通して「感情」を理解するようになる。
島 祐太（しま ゆうた）
聴覚障害児。「ひまわり組」ではない。
最初は健常者とともに草野球に参加するなど明るい子供であったが、クラクションの音が聞こえず交通事故に遭い、左足が不自由になる。
それ以降はろう学校でも他の児童との間で不和を起こすことがあった。
早野先生
「ひまわり組」担任。第2巻以降における語り手。
入学したてのゆり子の興味を引こうと自らのエプロンにドラえもんのアップリケを何枚も貼り付けた。後に「どんぐり」所長になる。
三田先生
「ひまわり組」副担任。独身の若い女性教員。心を開かない信夫の指導に心血を注ぐ。後に結婚退職した。
塩見先生
1977年（昭和52年）に赴任してきた図工の先生。顔が野比のび太にそっくりなため、ゆり子に好かれる。実家の父親が倒れ、家業を継ぐため退職した。
野中先生
境ろう学校寄宿舎の寮母。「私達の仕事は生活指導を通して子供の発達に関わっていく寄宿舎教育だ」が持論で、母親の入院で寄宿舎に入ってきた信夫のことを自分の最後の仕事と思い指導に励む。
実は彼女には知的障害者の兄がいたが、山奥の施設に隔離されており、兄の存在を知らされたのは彼女が8歳の時であった。

### その他の人々
田崎 良子（たさき りょうこ）
圭子の母。1967年（昭和42年）に圭子を出産する。第1巻における語り手。
圭子が幼少期の時は彼女が重複障害を持っている故に苦しい思いをし、圭子の母親であることから逃げたいとさえ思っていたが、圭子が喘息で危篤状態になった際に必死で生きようとする圭子の姿を見たのをきっかけに、彼女を娘として受け入れるようになった。以降少しずつ成長していく圭子の姿を見て、勇気付けられるようになる。
芝山 努（しばやま つとむ）
聴覚障害と知的障害を併せ持つ重複障害児。圭子達よりはかなり年上（圭子たちが小学部4年生の時点で「5年前に高等部を卒業して」と安田先生が述べている）で安田先生の教え子。母と祖母との3人暮らし(父親は努が幼少の頃に家を出た)、母が仕事に出ているため祖母が幼少期から現在まで努の身辺の世話をしている。
聾学校時代は重複学級が無かったため普通クラスに特例として入っており、困っている級友がいると自ら進んで助けるなど級友思いの穏やかな性格の少年だった。聾学校を卒業して地域の福祉作業所に通うようになった努だが、耳が聴こえないことが原因で他人に怪我を負わせてしまい、そのショックから他人との交流を避けるようになり、徘徊などの問題行動を起こすようになった。さらにその後交通事故に遭い右足を負傷し、歩行困難となり家に閉じこもっていた。作業所を辞めて在宅生活をするようになってから不摂生な生活をしていたためか多くの歯を虫歯で欠損させてしまい、お粥などの軟らかい物しか食べられない状態になっていた。
「どんぐり」入所後は本来の穏やかさを取り戻し、圭子達の良き仲間となる。
村中 織江（むらなか おりえ）
筋ジストロフィーと知的障害を併せ持つ重複障害児。早野先生が大学生時代に初めて出会った重度の障害児であった。
殆ど言葉の通じない織江に対して早野先生のストレスは溜まる一方であったが、織江が高熱を出していることに気付かずその命を危険に晒した自分に後悔し、それ以降は織江のわずかな成長にも喜びを感じるようになった。
1972年（昭和47年）、未就学のまま他界。

## 作中用語
大平ろう学校
埼玉県立大宮ろう学校（現・埼玉県立特別支援学校大宮ろう学園）をモデルにした学校。
境ろう学校
埼玉県立坂戸ろう学校（現・埼玉県立特別支援学校坂戸ろう学園）をモデルにした学校。1973年（昭和48年）にろう重複障害学級を創設。重複学級は低学年が「ひまわり組」、高学年が「わんぱく組」と称する。

## アニメ映画
1997年度キネマ旬報文化映画ベスト・テン第5位。第1回文化庁メディア芸術祭アニメーション部門優秀賞受賞。

### キャスト
- 田崎 良子（圭子の母） ‐ 岡江久美子
- 田崎 茂（圭子の父） ‐ 原田大二郎
- 田辺誠一
- 秋本奈緒美
- 若林しほ
- 清水めぐみ
- 石井めぐみ
- 竹中夏海
- 坂本千夏
- 柏木 清 - 愛河里花子
- 谷育子
- 納谷六朗
- 安田先生 - 安原義人
- 鈴木先生 - 小宮和枝
- 弥永和子
- 久保明
- 三崎千恵子
- ナレーション - 森繁久彌

### スタッフ
- 総監督：山本おさむ
- 監督：安濃高志
- 製作：中橋真紀人
- プロデューサー：岡村雅裕、相沢徹
- 脚本：山本おさむ
- 構成：神園浩司
- 企画：河合洋祐
- 作画監督：柳田義明、藤森雅也、生野裕子、山口博史、関根昌之、
- 撮影：白井久男、佐野哲郎、岡雅一
- アニメキャラクターデザイン：河内日出夫、柳田義明
- 音楽プロデューサー：徳田裕彦、堀尾裕樹
- 音楽監督：千住明
- 主題歌：高橋洋子『心と心で』
- 美術：水谷利春
- 編集：坂本雅紀、大高勲、富永美代子
- 録音：井橋正美、深田晃
- スクリプター：尾中洋一、藤山房伸、矢野篤
- 証明：森谷清彦、森和義
- 色彩：一瀬美代子

## 関連商品

### 書誌情報
- 山本おさむ『どんぐりの家』 小学館〈ビッグコミックススペシャル〉、全7巻+番外編1巻。括弧内はビッグコミックから収録されたエピソードの範囲。
  1. 1993年9月1日発売（1993年2月25日号 - 6月10日号）、ISBN 978-4-09-183761-5
  2. 1995年12月1日発売（1995年3月25日号 - 8月10日号）、ISBN 978-4-09-183763-9
  3. 1996年8月1日発売（1995年8月25日号 - 1996年1月10日号）、ISBN 978-4-09-183764-6
  4. 1997年6月1日発売（1996年1月25号 - 6月10日号）、ISBN 978-4-09-183765-3
  5. 1997年8月1日発売（1996年6月25日号 - 8月25日号、9月25日号 - 11月25日号）、ISBN 978-4-09-183766-0
  6. 1997年10月1日発売（1996年12月10日号 - 1997年4月25日号）、ISBN 978-4-09-183767-7
  7. 1998年1月1日発売（1997年5月10日号 - 9月25日号）、ISBN 978-4-09-183768-4
- 山本おさむ『どんぐりの家～それから～』 小学館〈ビッグコミックススペシャル〉、2007年10月1日発売、ISBN 978-4-09-181590-3

### 関連書籍
- 原案：山本おさむ、文：田中舘哲彦『小説どんぐりの家』（汐文社 1997年）
- 山本おさむ『「どんぐりの家」のデッサン 漫画で障害者を描くということ』（岩波書店 1998年、岩波現代文庫 2018年）